# Свалява
Сваля́ва (укр. Свалява) — город в Мукачевском районе Закарпатской области Украины. Административный центр Свалявской городской общины.

## Географическое положение
Расположен на реке Латорица, в живописной долине лесных Украинских Карпат. Большие поселки вблизи к Сваляве: Нелепино, Голубине, Стройне, Пасека.

## Население
По состоянию на 1 января 2024 года население составляло 17 тысяч человек.
По данным переписи 2001 года, украинцы составляли 86,44 % населения города, цыгане — 4,71 %, русские — 3,07 %, венгры — 1,97 %, словаки — 1,45 %, немцы — 1,40 %.

### Языковой состав
Родной язык населения по данным переписи 2001 года:
| Язык       | Численность, чел. | Доля     |
| ---------- | ----------------- | -------- |
| Украинский | 16 049            | 94,50 %  |
| Русский    | 548               | 3,23 %   |
| Венгерский | 244               | 1,44 %   |
| Другое     | 142               | 0,83 %   |
| Итого      | 16 983            | 100,00 % |

Украинский язык является официальным и основным языком города.

## История
Свалява впервые упоминается в документах в XII веке. По свидетельству королевской грамоты, поселение до 1264 г. находилось «по ту сторону засеки», то есть в составе Галицко-Волынского княжества.
Название города происходит от слова «соль» и употребляется с тех времен, когда Свалява была центром экспорта соли из Мараморошской жупы в соседние регионы.
В XIII веке город перешёл в руки венгерским королям, которые дарили его разным магнатам, с XVI века он стал собственностью трансильванских князей. В 1657 году его опустошили войска польского магната Любомирского. После освободительной войны 1703—1711 гг. город стал собственностью королевской казны и был подарен графу Шернборну-Бухгейму.
В ходе первой мировой войны 19 октября 1914 года селение заняли русские войска, затем — австро-венгерские. После распада Австро-Венгрии в конце 1918 года селение осталось на территории Венгрии. 23 марта 1919 года здесь была провозглашена власть Венгерской Советской Республики, но в конце апреля 1919 года селение было оккупировано чехословацкими войсками и включено в состав Чехословакии.
В конце 1935 года здесь имела место крупная стачка деревообделочников. После Мюнхенского соглашения 1938 года обстановка в Чехословакии осложнилась, 14 марта 1939 года была провозглашена независимость Словакии, и в этот же день венгерские войска перешли в наступление в Закарпатье. В результате, селение оказалось в составе Венгрии и получило название Сольва.
25 октября 1944 года селение заняли части 351-й стрелковой дивизии РККА, 30 декабря 1944 года здесь был избран сельский Народный комитет, и в 1945 году оно вошло в состав СССР.
1 сентября 1945 года селение Сольва получило статус посёлка городского типа Свалява. 21 декабря 1945 года здесь началось издание районной газеты.
В 1955 году здесь действовали лесохимический завод, деревообрабатывающий комбинат, лесхоз, два леспромхоза, ремесленное училище, две средние школы, две семилетние школы, Дом культуры, 5 библиотек, 3 клуба и 4 кинотеатра.
10 августа 1957 года посёлок получил статус города районного значения.
В 1966 году под Свалявой снимались сцены фильма «Война и мир» (небо Аустерлица).
В 1983 году здесь действовали лесохимический комбинат, лесокомбинат, завод производственного объединения «Электрон», завод «Стройдеталь», художественно-сувенирная фабрика, стеклотарный завод, соко-винный завод, райсельхозтехника, райсельхозхимия, комбинат бытового обслуживания, политехникум, ПТУ, семь общеобразовательных школ, музыкальная школа, спортивная школа, Дворец культуры, кинотеатр, 4 клуба, 7 библиотек, больница и поликлиника (в окрестностях города действовали ещё 4 санатория и 1 санаторий-профилакторий).
В январе 1989 года численность населения составляла 18 036 человек, в это время крупнейшими предприятиями города являлись лесохимический комбинат, лесокомбинат, стеклотарный завод, завод по производству соков, завод по розливу минеральных вод («Свалява», «Поляна-Квасова» и «Лужанская») и художественно-сувенирная фабрика.
В 1989 году здесь был построен дом быта.
В мае 1995 года Кабинет министров Украины утвердил решение о приватизации находившихся в городе стеклотарного завода, АТП-12140 и заводоуправления минеральных вод, в июле 1995 года было утверждено решение о приватизации хлебокомбината.
В июле 1996 года было принято решение о реструктуризации завода продтоваров (в июле 2003 года завод был ликвидирован, а его здания и помещения — переданы Фонду государственного имущества Украины).
В октябре 2018 года находившийся здесь лицей передали на баланс местного бюджета.

## Экономика
- Свалявская реализационная база хлебопродуктов[21].

## Транспорт

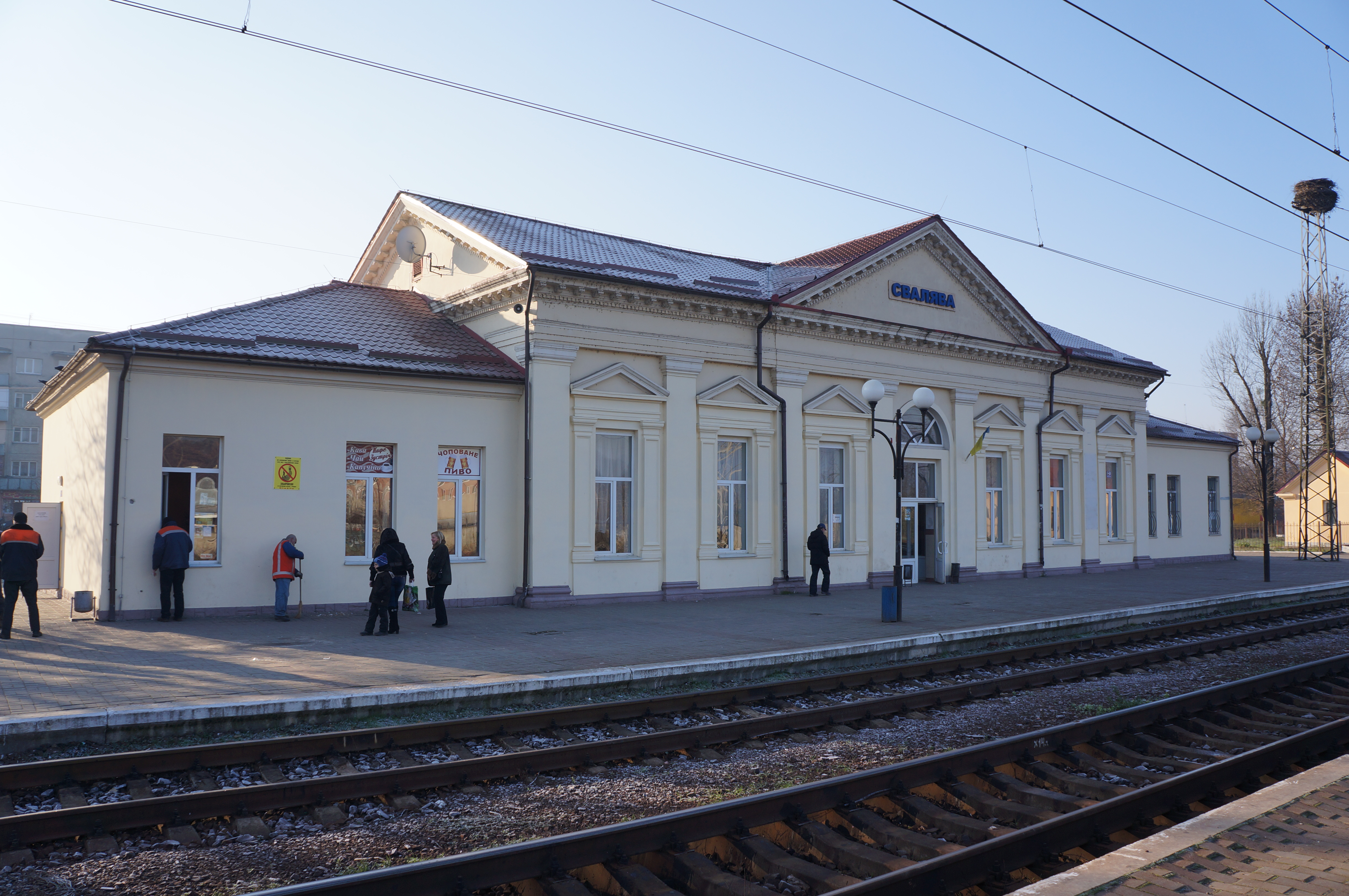
Железнодорожная станция

Железнодорожная станция Свалява на линии Мукачево — Стрый — Львов Львовской железной дороги.
Автодорога E 50 Ужгород — Стрый обходит город с запада. Дорогами местного значения сообщается с Долгим, Воловцом.

## Памятники и достопримечательности

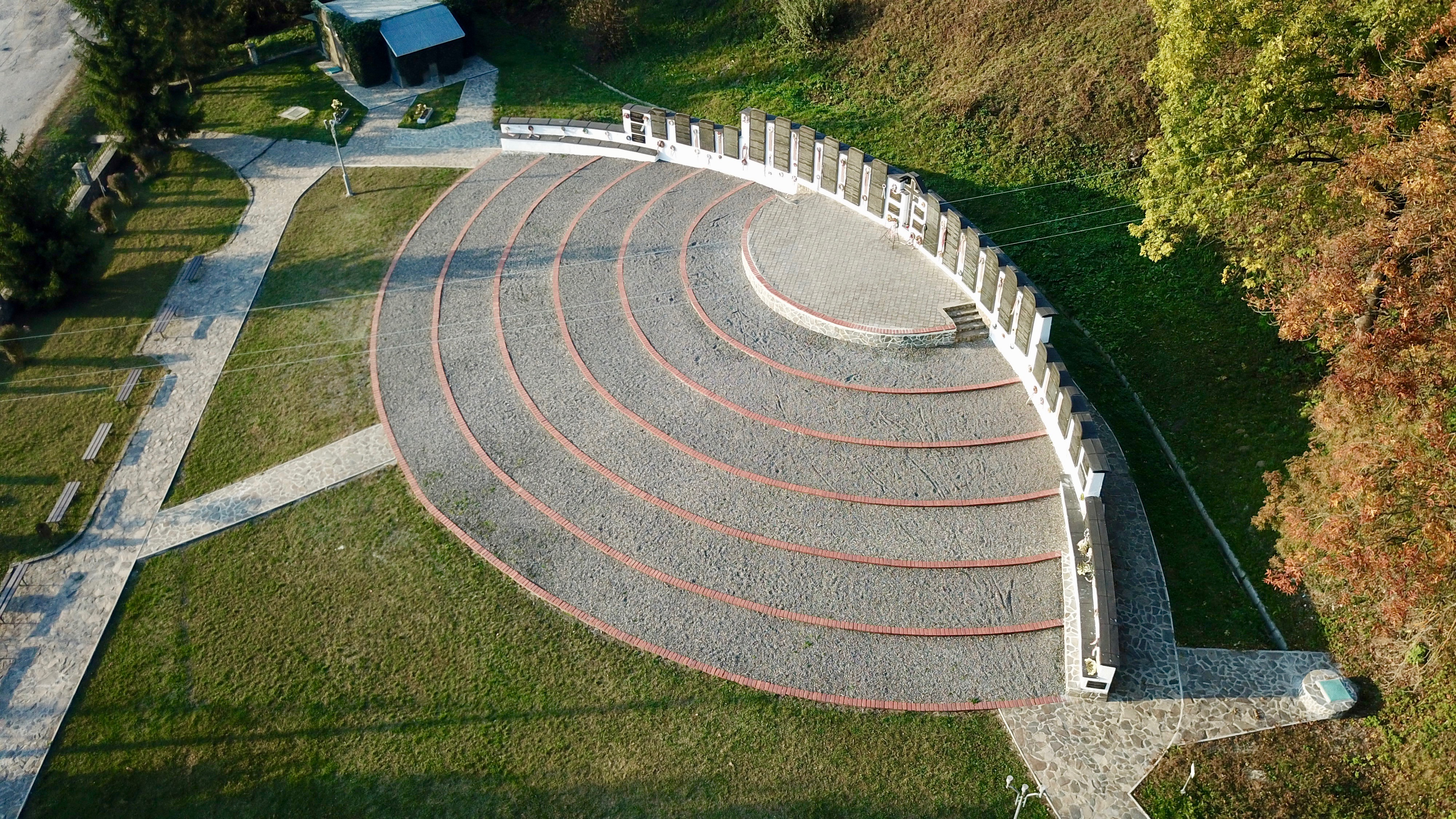
Мемориальный парк

- Церковь Святого Николая — шедевр украинской деревянной архитектуры, образец лемкивского стиля.
- Церковь Успения Пресвятой Богородицы
- Парк XIX века[10]
- Мемориальный парк

## Туризм, санатории
Свалява — центр Свалявской группы бальнеологических курортов.
На печати 1804 года изображен лев, который стоит, держа цветок, но уже на гербе 1843 года — в красном поле с зелёной основой стоит человек в белой одежде и льет минеральную воду в дубовую бочку.
Окрестности города богаты источниками щелочно-углекислых минеральных вод типа «Боржоми». Возле них созданы санатории «Поляна», «Солнечное Закарпатье», «Квитка Полонины» и санаторий «Кришталеве джерело», где больных лечат минеральной водой, пригодной для ванн и питья.

## СМИ[23]

### Телеканалы
- 9 ТВК — Мультиплекс MX-7
- 39 ТВК — Мультиплекс MX-1
- 40 ТВК — Мультиплекс MX-5
- 44 ТВК — Мультиплекс MX-3
- 53 ТВК — Мультиплекс MX-2

## Галерея

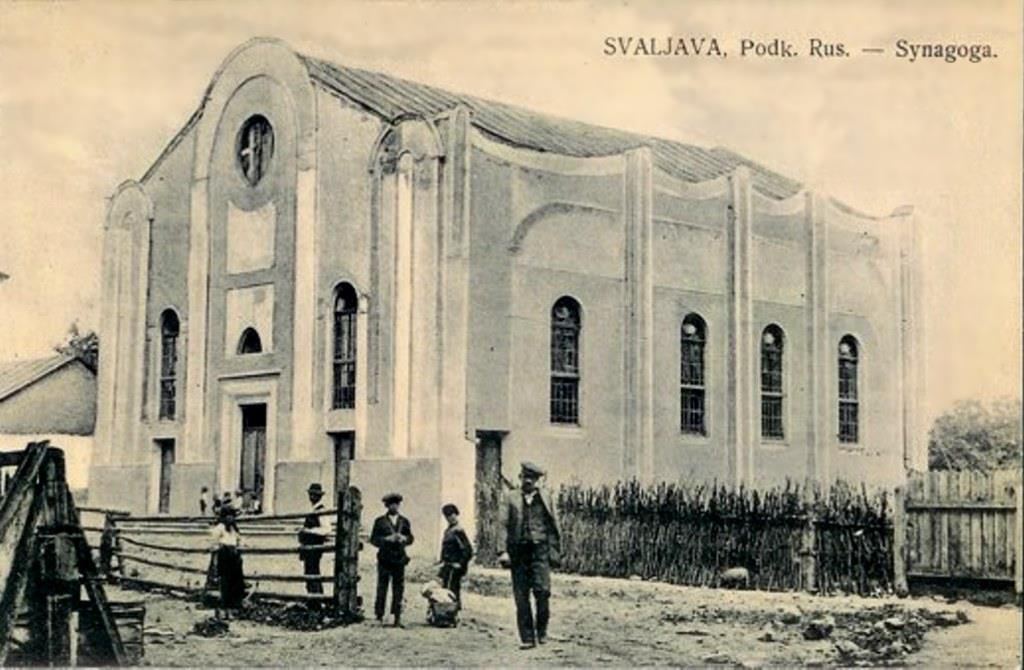
Синагога в Сваляве
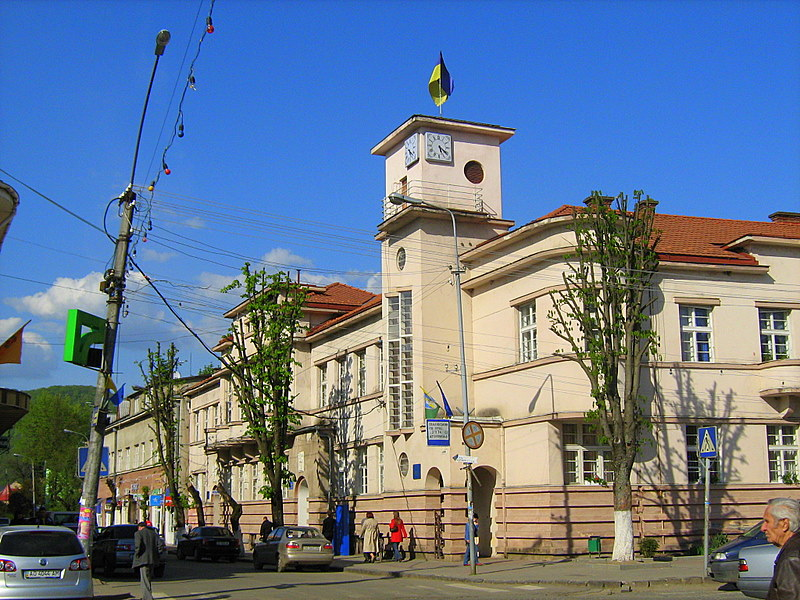
Административное здание
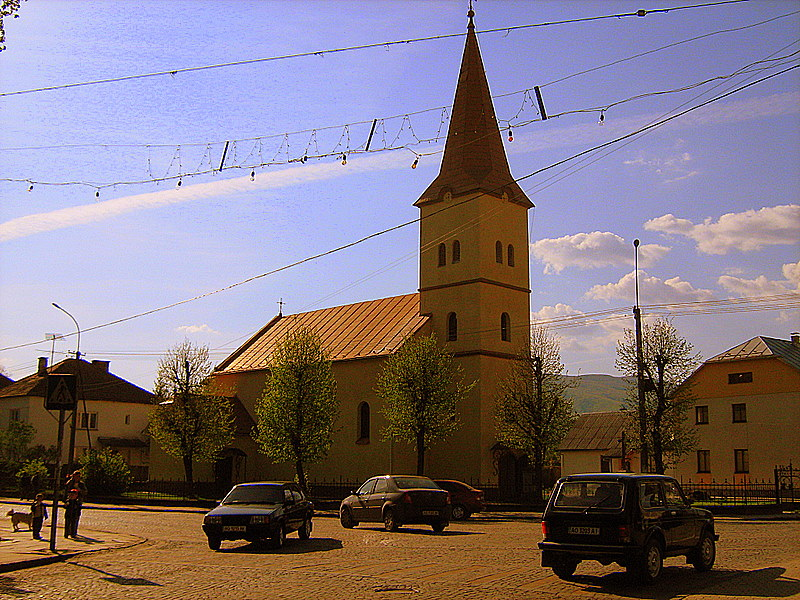
Успенская церковь
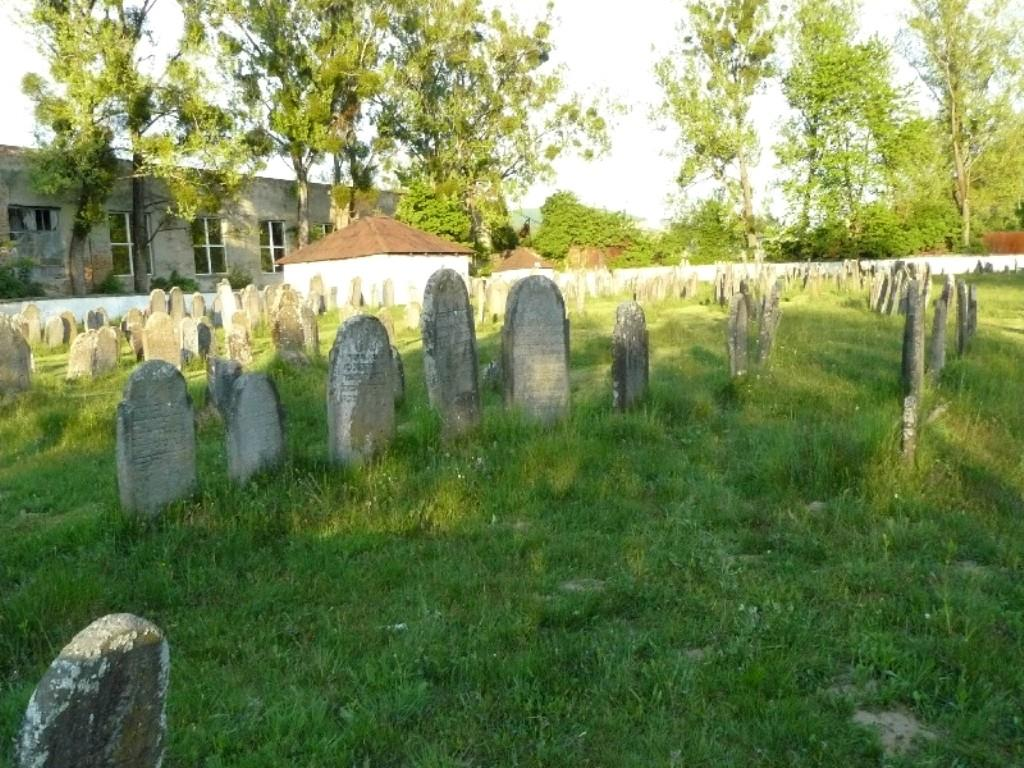
Еврейское кладбище
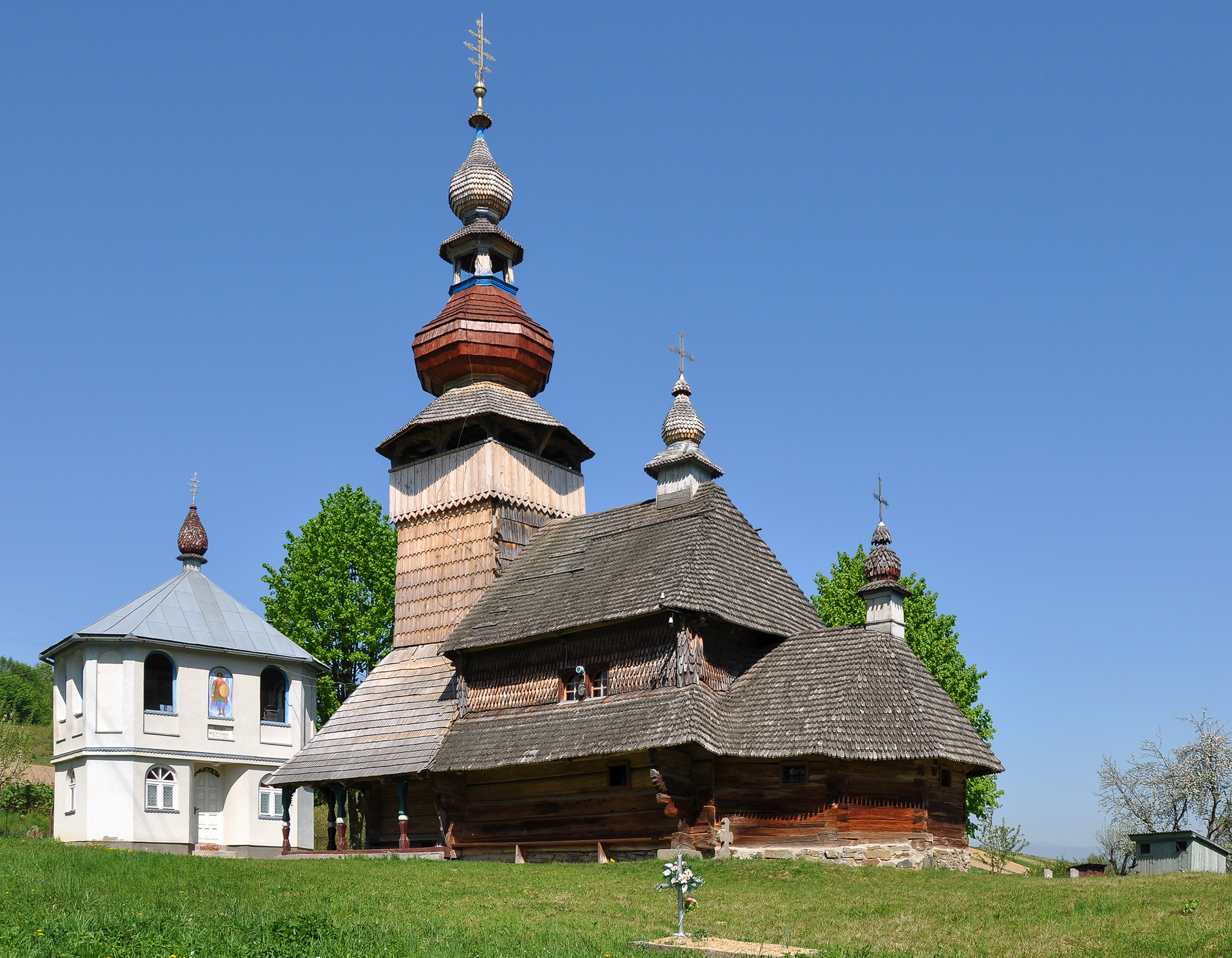
Церковь св. Михаила